# بحيرة بني بلعيد
بحيرة بني بلعيد من أبرز البحيرات والمناطق الرطبة بولاية جيجل والتي تقع ببلدية خير وادي العجول والتي تعد منطقة جذب سياحي، هام حيث تتربع البحيرة هلى مساحة 600 هآ

## نبذة عن التصنيف
صنفت البحيرة كمنقطة رطبة عام 1997 بموجب قانون وفي عام 04 جوان 2003 صنفت كمنطقة محمية تابعة لراماسار

## وصف
الموقع عبارة عن بحيرة صغيرة مساحتها عشرة هكتارات ، محاطة بنباتات البحيرة التي يمثلها Ludwigia adscendens وEchinophora spinosa، وتستضيف الحشرات المحلية مثل اليعسوب Anaciaeshna isosceles وSympetrum sanguineum. يتم تمثيل الثدييات بواسطة قضاعة Lutra lutra الأوراسي. يدعم الموقع حياة الطيور الغنية والمتنوعة بما في ذلك العديد من الأنواع النادرة مثل Aythya nyroca وPorphyrio porphyrio، ومجتمعات صغيرة من Alcedo atthis وAcrocephalus scirpaceus. توفر البحيرة ، خلال فترات انخفاض هطول الأمطار لكونها احتياطيات المياه الجوفية.

## التهديدات
تتعرض البحيرة إلى العديد من الأخطار والتهديدات التي تهدد وجود البحيرة من الأساي وأبرز الأخطار هي:
- الاستخراج المفرط لمياه البحيرة في فترات الجفاف.
- وزراعة المحاصيل النقدية وتوسيع الأراضي الزراعية على حساب المناطق الطبيعية التي تدعم التنوع البيولوجي العالي.